# Scelotes bidigittatus
Scelotes bidigittatus — вид сцинкоподібних ящірок родини сцинкових (Scincidae). Мешкає в Мозамбіку і Південно-Африканській Республіці.

## Поширення і екологія
Scelotes bidigittatus мешкають на північному сході ПАР та в сусідніх районах Мозамбіку. Вони живуть в саванах і рідколіссях, серед пухкого ґрунту, на висоті до 1100 м над рівнем моря.